# آيت علي (آيت سيدي احمد أوحماد)
آيت علي هو دُوَّار يقع بجماعة الحمام، إقليم خنيفرة، جهة بني ملال خنيفرة في المملكة المغربية. ينتمي الدوّار لمشيخة آيت سيدي احمد أوحماد التي تضم 6 دواوير. يقدر عدد سكانه بـ 84 نسمة حسب الإحصاء الرسمي للسكان والسكنى لسنة 2004.

## وصلات خارجية
- البوابة الوطنية للجماعات الترابية
- المندوبية السامية للتخطيط